# Leistes
Leistes is een geslacht van zangvogels uit de familie troepialen (Icteridae).

## Soorten
Het geslacht kent de volgende soorten:
- Leistes bellicosus  –  Peruaanse weidespreeuw
- Leistes defilippii  –  Kleine weidespreeuw
- Leistes loyca  –  Grote weidespreeuw
- Leistes militaris  –  Zwartkopsoldatenspreeuw
- Leistes superciliaris  –  Witbrauwsoldatenspreeuw